# Microsphaera abbreviata
Microsphaera abbreviata là một loài Ascomycetes trong họ Erysiphaceae. Loài này được Pec miêu tả khoa học đầu tiên năm 1876.
Đây là loài gây hại của các cây trong chi Quercus, phát triển phổ biến ở Moldova.